# Achthophora annulicornis
Achthophora annulicornis là một loài bọ cánh cứng trong họ Cerambycidae.